# Chiesa di Santa Maria Assunta (Cles, capoluogo)
La chiesa di Santa Maria Assunta è la parrocchiale a Cles, in Trentino. Risale all'XI secolo.

## Storia

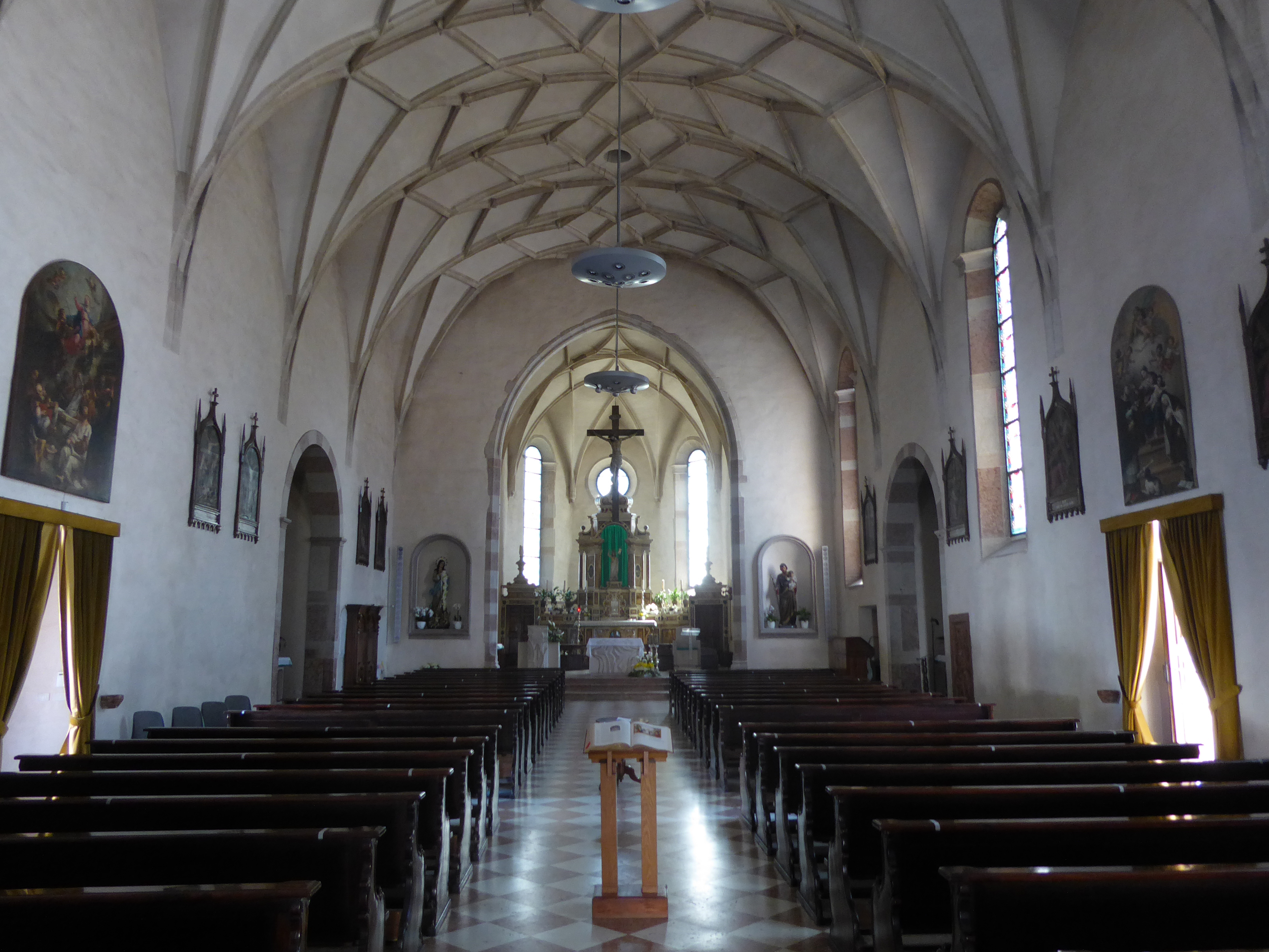
Interno

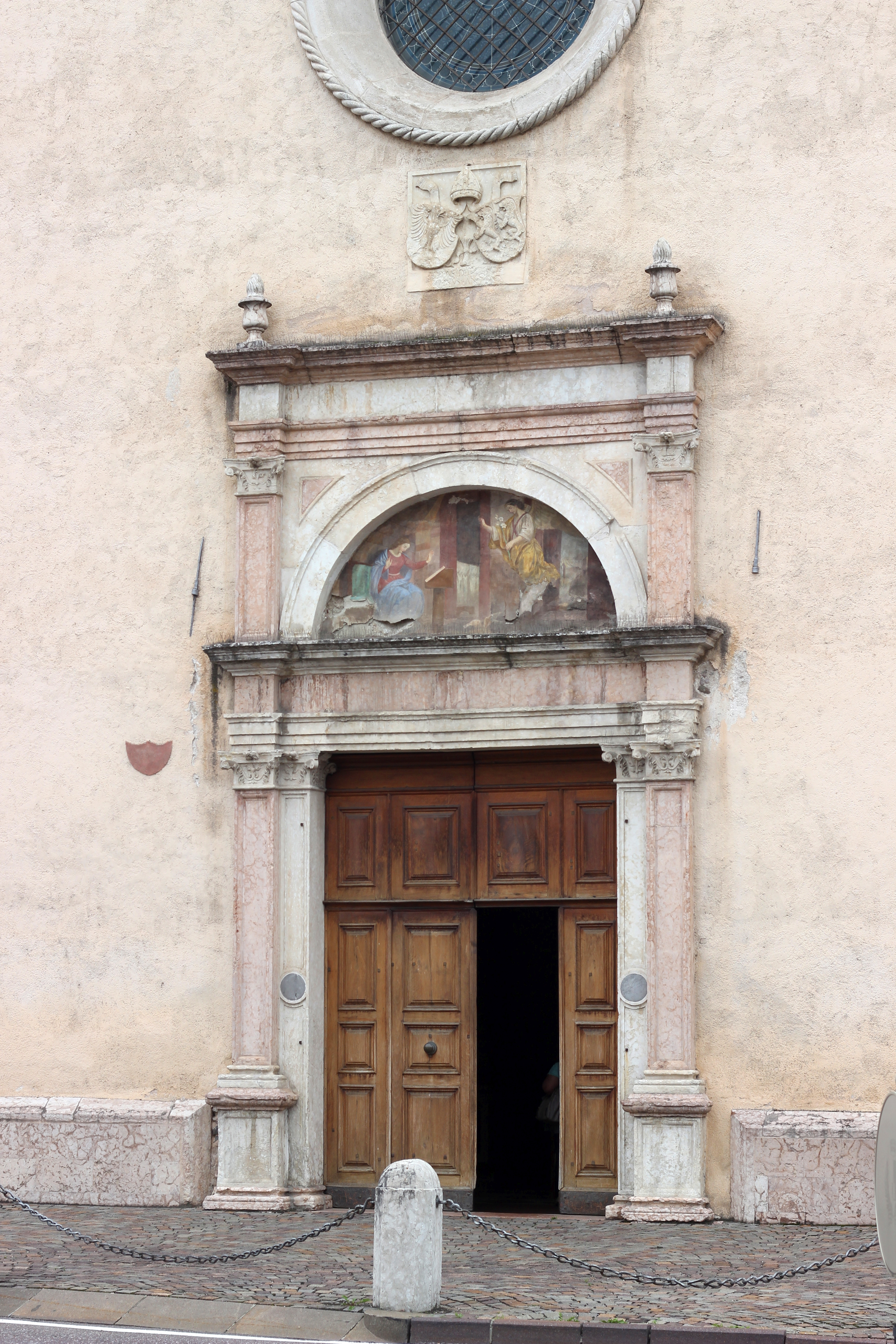
Portale della chiesa con lunetta affrescata

Non esistono fonti certe che attestino l'anno di fondazione a Cles del primo luogo sacro dedicato a Santa Maria Assunta, e si può ipotizzare che il periodo fosse quello dell'XI secolo.
Una prima citazione ufficiale arriva da un documento del 1128 relativo a una vertenza territoriale tra Nanno e Portolo, appartenenti alla giurisdizione ecclesiastica di Tassullo. Nel 1188 Santa Maria di Cles viene esplicitamente ricordata in un documento notarile di compravendita.
Tra il 1507 e il 1523 la chiesa fu oggetto di importanti lavori di restauro e risanamento dalle cattive condizioni nella quale era ormai da tempo e il secolo successivo venne riparato il tetto e fu costruita la sacrestia. Divenne sede arcipretale nel 1619 e nel 1643 la chiesa venne dotata di organo.
Nel XVIII secolo venne rifatta la pavimentazione di sala e presbiterio e fu installata una meridiana sulla facciata a sud, poi, nel secolo successivo, fu completata la torre campanaria e tutto l'edificio venne ampliato con l'abbattimento della vecchia facciata e l'erezione di una nuova, la creazione di due cappelle laterali, la posa di nuove vetrate, la sistemazione di una cantoria, l'installazione di un pulpito in pietra, la revisione della pavimentazione e il restauro del tetto.
Nella seconda metà del XX secolo iniziò un ulteriore ciclo di lavori e restauri, rivedendo le intonacature interne, realizzando l'adeguamento liturgico e mettendo a norma gli impianti.
Nel corso dei lavori, in anni recenti, sono emersi i resti di un edificio costruito prima della stessa chiesa, e probabilmente databile almeno al IV secolo a.C..

## Descrizione

### Esterno
La facciata è a capanna con due spioventi ripidi. Il portale è architravato, contenuto tra paraste che, nella loro parte superiore, incorniciano la lunetta affrescata. Sopra si apre l'oculo strombato e in alto si trova una piccola mofora. 
La torre campanaria si alza adiacente al fianco sinistro della struttura. 
Nella cella è presente un concerto di 6 campane a slancio (5 in scala diatonica maggiore + ottava). La campana maggiore è chiamata "Barona" e fu voluta da Bernardo Clesio in occasione del rifacimento della chiesa, emette la nota Reb3 ed è stata fusa da Jerg Hauser di Vipiteno nel 1581. La mezzana emette la nota Mib3 ed è stata fusa dalla Fonderia Colbachini di Padova nel 1979. La terza, la quarta e la quinta sono del 1922, fuse da Luigi Colbacchini di Trento e sono un Fa3 crescente, un Solb3 crescente e un Lab3 crescente. La minore è opera del 1958 di Bartolomeo Chiappani di Trento, emette un Reb4 crescente e viene usata in solitaria per annunciare la morte di una persona. Sul campaniletto è presente una campana fissa e provvista di corda.

### Interno

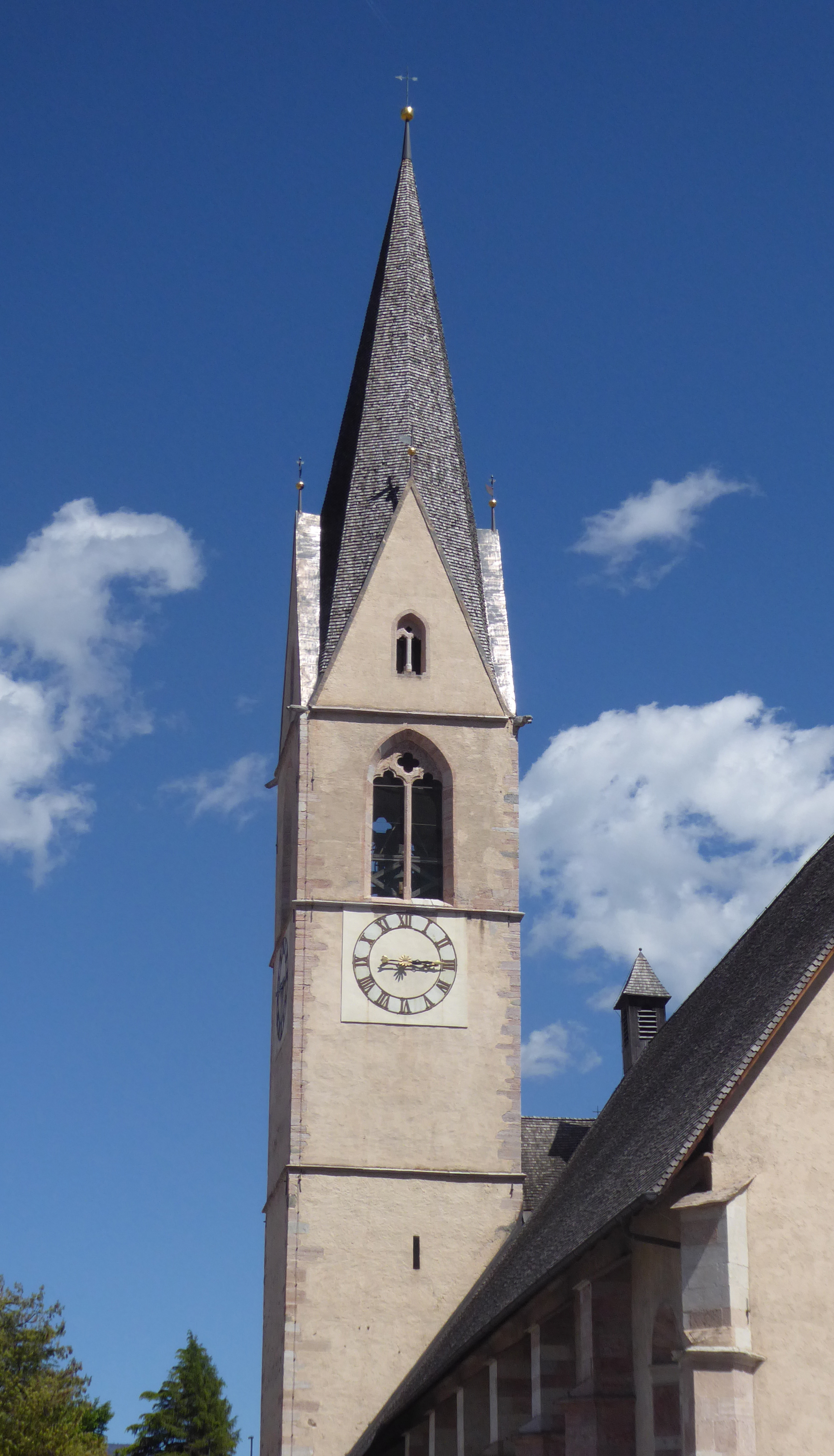
Torre campanaria

La navata interna è unica. In controfacciata si trova la cantoria retta da colonne in marmo. L'arco santo ammette al presbierio leggermente elevato.